# Chiococca caputensis
Chiococca caputensis är en måreväxtart som beskrevs av David H. Lorence och Charlotte M. Taylor. Chiococca caputensis ingår i släktet Chiococca och familjen måreväxter.
Artens utbredningsområde är Panamá. Inga underarter finns listade i Catalogue of Life.